# Robert Alexander Rankin
Pour les articles homonymes, voir Rankin.
Robert Alexander Rankin (1915-2001) est un mathématicien écossais qui a travaillé en théorie analytique des nombres, entre autres sur les formes modulaires.

## Biographie
Rankin est né à Garlieston, dans le Wigtownshire, fils du pasteur Oliver Shaw Rankin (1885-1954), curé de Sorbie, qui devient professeur de théologie, de langue et de littérature à l'Université d'Édimbourg. Rankin est élevé au Fettes College, puis étudie les mathématiques au Clare College de Cambridge, où il est diplômé en 1937. À l'université de Cambridge il est particulièrement influencé par John Edensor Littlewood et Albert Ingham.
Rankin est élu Fellow du Clare College en 1939, mais sa carrière est interrompue par la Seconde Guerre mondiale, durant laquelle il travaille d'abord pour le ministère des approvisionnements, puis dans des recherches sur les fusées à Fort Halstead un centre de recherche du ministère de la défense. Il soutient une thèse en 1940 sous la direction de John Edensor Littlewood et Albert Ingham. En 1945, il retourne à Cambridge comme assistant lecteur, puis rejoint l'université de Birmingham en 1951 en tant que Mason professor en mathématiques. En 1954, il devient professeur de mathématiques à l'université de Glasgow, jusqu'à sa retraite en 1982.
En 1954, il est élu Fellow de la Royal Society of Edinburgh. Il en est vic-président de 1960 à 1963. Il reçoit la médaille Keith pour la période 1961-1963. En 1987, Rankin est lauréat du Prix Whitehead Senior de la London Mathematical Society. Pour ses travaux sur la différence entre deux nombres premiers consécutifs, il obtient le Prix Rayleigh en 1939.

## Travaux
Rankin a écrit plus de 100 articles, la plupart en théorie des nombres et théorie des fonctions. Ses centres d'intérêt sont la distribution des nombres premiers et les formes modulaires. En 1939, il développe ce qui est connu maintenant sous le nom de méthode de Rankin-Selberg (en) dee la théorie des formes modulaires, introduite indépendamment par Atle Selberg, une méthode qui vise à représenter certaines fonctions {\displaystyle L} comme intégrales d’une fonction automorphe contre une série d'Eisestein. La méthode joue un rôle dans le programme de Langlands.
En 1969 paraît son livre The Modular Group and its Subgroups, et en 1977 Modular Forms and Functions chez Cambridge University Press :
- Robert Alexander Rankin, The modular group and its subgroups, Ramanujan Institute, coll. « Lecture notes, Ramanujan Institute » (no 2), 1969, 168 p..
- (en) Robert Alexander Rankin, Modular Forms and Functions, Cambridge University Press, 1977 (réimpr. 2008), 397 p. (ISBN 978-0-521-09168-8)[5].

Rankin s'est toujours intéressé aux travaux de Srinivasa Ramanujan, et il a travaillé, au début avec Godfrey Harold Hardy, sur les notes non publiées de Ramanujan. Il a publié deux volumes sur Ramanujan en commun avec Bruce C. Berndt :
- (en) Bruce C. Berndt et Robert A. Rankin, Ramanujan : Letters and Commentary, Providence (R.I.), American Mathematical Society, coll. « History of Mathematics, Vol 9 », 1995, 347 p. (ISBN 0-8218-0287-9)[6]
- (en) Bruce C. Berndt et Robert A. Rankin, Ramanujan : Essays and Surveys, Providence (R.I.)/Oxford, American Mathematical Society, coll. « History of Matheatics, Vol 22 », 2001, 347 p. (ISBN 0-8218-2624-7)[7]

Rankin a aussi écrit un manuel de cours :
- An introduction to mathematical analysis, Pergamon Press 1963; Dover 2007.